# Famille von Romberg
La famille von Romberg est une branche de la famille chevaleresque von Rodenberg (de) de l'archevêché de Cologne, installée dans le duché de Westphalie et a changé de nom au XVe siècle.

## Histoire

### Origine

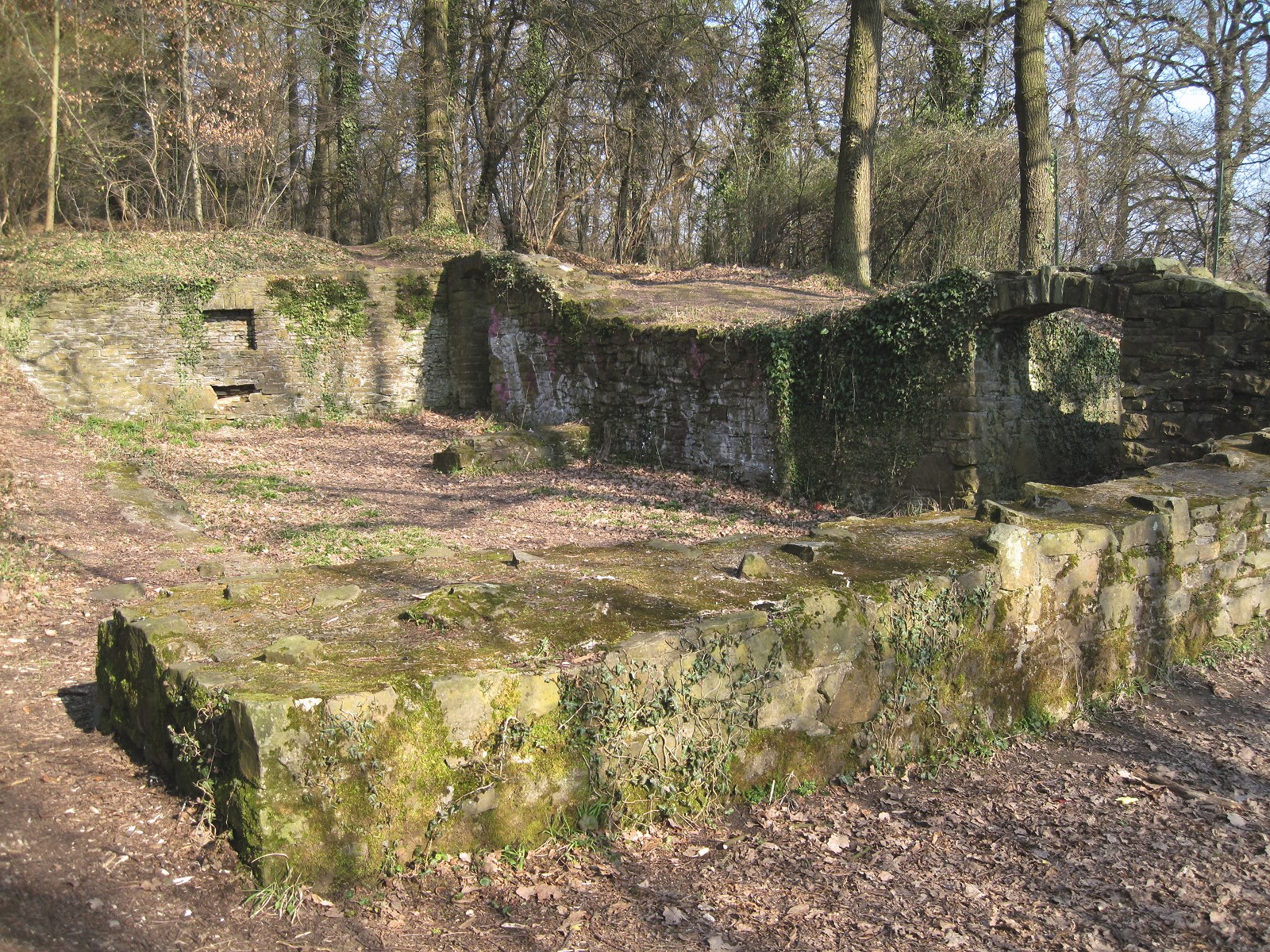
(ou Rodenburg) près de Menden (Sauerland)

Originaire du duché de Berg, la famille von Rodenberg s'installe dans le comté de La Marck, le comté de Limbourg, le duché de Westphalie, le comté de Dortmund (de) et le diocèse de Münster.
Une branche de cette famille se trouve à Menden dans le duché de Westphalie avec Gozvinus miles (soldat latin, guerrier) de Rodhenburg, mentionné dans un document en 1249, que l'on retrouve également en 1243 sous le nom de Gozwinus de Menedin et dans 1246 sous le nom de Gozvinus villicus de Menedhen et est l'un des maires chevaleresques de Menden documentés depuis 1170.
Gozvinus (Goswin) I von Rodenberg est le fils de Heinrich von Rodenberg également appelé Heinrich von der Anderburg (Henricus de Altero Castro), qui est un administrateur de Cologne du Volmestein d'Anderburg (1218) et probablement identique à Heinrich von Menden, écolâtre de Cologne à Menden. L'Anderburg désigne un nouveau château (novum castrum), situé à proximité du château de Volmarstein (de) et construit par l'archevêque de Cologne Engelbert Ier  comme forteresse contre les seigneurs de Volmestein (de). Heinrich von Rodenberg, mentionné pour la première fois dans des documents en 1214, est chevalier sous l'empereur Frédéric II et meurt d'une épidémie lors de la croisade en Palestine en 1228/29. Goswin I von Rodenberg (1190-après 1251) est nommé Goswin von Menden dans un document de 1243 en tant que burgrave et ancien propriétaire de la tour d'Anderburg, lorsque la tour et le château sont cédés à Lübert von Schwansbule,. La veuve d'Heinrich, Elisabeth, la mère de Goswin, continue à diriger le domaine d'Althem et la fonction d'écolâtre de Menden.
Goswin fait construire le château de Rodenberg (de) entre 1246 et 1248 sur le Rodenberg (268 m) à Menden, également appelé Rothenberg et dans les anciennes sources Romberg,, au-dessus de la ferme d'Althem. En 1249, ce château est le siège ancestral de la famille von Rodenberg zu Menden. En 1252, Goswin est chevalier et ministre de l'église de Cologne, puis porteur féodal des archevêques de Cologne. Lorsque Goswin épouse Richenza, fille de Heinrich von Volmestein (de), sa mère Elisabeth von Rodenberg se rend à l'abbaye de Fröndenberg (de) et y devient abbesse. En 1260, Goswin von Rodenberg est témoin de l'alliance et de la paix entre l'archevêque Conrad de Cologne, l'abbé Themo von Corvey et le duc Albert de Brunswick.

### Ascension et propagation
À la suite d'un litige (éventuellement fictif) entre l'archevêque Siegfried de Cologne et les fils de Goswin I von Rodenberg et ses deux fils Heinrich et Bernhard concernant des terres (achetées par Goswin Ier en 1272 au comte Gottfried von Arnsberg), Goswin Ier von Rodenberg cède le 15 février 1275 son château de Rodenberg avec le comté franc et le bailliage de Menden, des rentes viagères lui étant accordées ainsi qu'à ses petits-enfants. Il ne conserve que la ferme d'Alfhem. En 1298, le comte Everhard de La Marck déclare qu'il possède le château de Rodenberg en gage de Cologne et en 1301 il le détruit avec la ferme d'Alfheim. Après la cession en 1275, la famille von Rodenberg se disperse dans tout le Sauerland ainsi que dans la région du Hellweg et dans le comté de Dortmund (de).
En 1480, Bernd von Rodenberg partage la manoir de Massen avec son frère Johann. Il garde Obermassen et Johann obtient Niedermassen. Grâce au mariage de Bernd avec Godeke von Vittinghoff en 1483, la moitié du manoir de Brünninghausen, dans l'actuelle Dortmund, est entrée dans sa famille.
En 1498, Bernd von Rodenberg doit vendre deux marchandises à Hachenei au citoyen de Dortmund Johann Roterd en raison de litiges juridiques afin de satisfaire ses créances. Lui et sa famille, ainsi que son frère Johann, s'appellent désormais von Romberg, probablement du nom de la montagne locale sur laquelle se trouve le château de Rodenberg à Menden.
Lorsque la maison de Brünninghausen est promise aux frères Berendt et Rotger Ovelacker en 1531, Bernhard von Romberg vit en grande partie de l'héritage de son père et meurt près de Neuss en 1541 à la suite de la guerre du duc Guillaume de Clèves contre l'empereur.
Conrad, le fils de Bernhard von Romberg zu Massen, rénove le château de Brünninghausen, s'y installe vers 1560 et devient le fondateur de la lignée de Brünninghausen. En 1681, Conrad Philipp von Romberg (de) (1620-1703) fait rénover le château et construire la guérite.
Gisbert Friedrich Wilhelm von Romberg (1888-1952) vend l'établissement à la ville de Dortmund en 1927. Le paiement est convenu en plusieurs versements. Après la Première Guerre mondiale, la ville de Dortmund refuse de payer les échéances dues. Le procès s’ensuit, qui dure du début des années 1920 jusqu’en 1955. En 1955, il y a enfin une compensation. En compensation, la famille von Romberg reçoit l'ancienne église du village avec le mausolée-galerie de Buldern. Fin du XIXe siècle, le siège de la famille est transféré du château de Brünninghausen à Dortmund au château de Buldern (de) à Dülmen, dans le sud du Münsterland.
En plus du château actuel de Brünninghausen, la famille possède de nombreux chalets et fermes à Barop, Hacheney, Wellinghofen, Kleinholthausen et Lücklemberg. Le château de Brünninghausen possède également de vastes propriétés forestières sur le versant nord des monts Ardey (de). À cette époque, cependant, les zones mentionnées n'appartiennent pas à Dortmund, mais à Hoerde. Les Romberg sont les juges du bois dans les marches d'Eichlinghofen, d'Hacheney et de Bittermark. Les moulins situés le long de l'Emscher constituent une importante source de revenus économiques pour les Romberg.
Très tôt, les veines de charbon proches de la surface de l'Ardeys ont été exploitées. La famille est littéralement assise sur la houille dans son siège, la manoir de Brünninghausen. Caspar von Romberg (1575-1641) a déjà commencé à exploiter la houille proche de la surface à la périphérie de Haus Brünninghausen au début du XVIIe siècle. Dans la première moitié du XIXe siècle, les Romberg deviennent l'un des plus grands propriétaires de mines de la région de la Ruhr. Ils exploitent d'abord des galeries, puis, face à l'avancée de l'industrialisation, ils se lancent dans l'exploitation en profondeur en réalisant de gros investissements. Très tôt, ils utilisent la machine à vapeur de Newcomen pour le drainage.
La pollution de l'environnement liée à l'exploitation minière et les dommages miniers qui apparaissent font passer la famille plus tard du statut de partisan de l'exploitation minière à celui de critique. C'est aussi la raison pour laquelle la famille déménage au château de Buldern.
La famille se caractérise également par une politique matrimoniale intelligente. Grâce à la connexion entre Caspar von Romberg (de) et Anna Theodora von Viermund (de), leur fils Conrad Philipp (de) entre en possession du château de Bladenhorst (de) dans le bureau de Castrop. Conrad Philipp acquiert également les sièges nobles de la manoir de Colvenburg près de Billerbeck, du manoir de Dönhoff (de) près de Wengern et de la manoir de Wiesche (de) à Bochum.
Les Romberg sont les patrons de l'église de Wellinghofen (de).
Les membres de la famille servent également dans l'administration et la politique. Gisbert von Romberg (de) est préfet du département de la Ruhr sous la domination française,.
Du XIXe siècle jusqu'à la réforme agraire de 1945, les barons von Romberg possèdent également des biens dans la région de Ruppin et y forment leur propre lignée familiale.
À Brünninghausen, il y a toujours le jardin botanique parc Romberg (de) au sud de la guérite, et à Hacheney il y a le « Collège Gisbert-von-Romberg » municipal avec les départements des affaires sociales, de l'alimentation et de l'économie domestique ainsi que de l'alimentation et de l'hôtellerie.

## Chevaliers d'honneur de l'Ordre de Saint-Jean
Les entrées suivantes peuvent être trouvées sur la famille Romberg en tant que chevaliers honoraires de l'Ordre de Saint-Jean :
- N° 463 Max Conrad Joseph baron von Romberg, propriétaire majoritaire, membre du manoir, au château de Gerdauen, arrondissement de Gerdauen, entrée le 4 avril 1859
- N° 1083 Leonhardt Gottfried baron von Romberg, capitaine, chambellan de Son Altesse Royale la princesse Frédéric de Hesse, à Zaatzke près de Wittstock, entrée le 12 mars 1866
- N° 3255 Wilhelm baron von Romberg, colonel et commandant du 33e régiment de fusiliers, entrée le 10 mars 1890
- N° 6742 Wilhelm baron von Romberg, capitaine et commandant de compagnie du 4e régiment de grenadiers de la Garde, entrée le 19 août 1913

## Blason

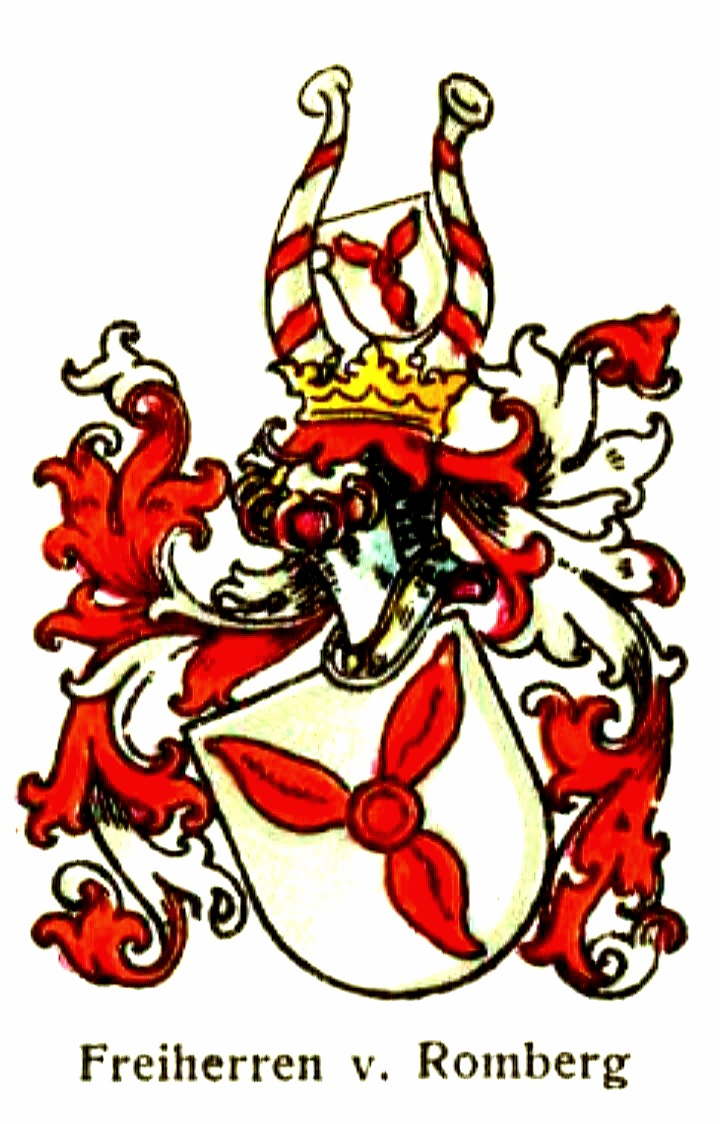
Armoiries familiales de la famille von Romberg

Les armoiries de la famille montrent trois oreilles de buffle rouge en argent dressées en croix de voleurs et reliées par un anneau doré (ou rouge). Sur le casque rouge et argenté se trouvent une corne de buffle rouge et argentée, chacune comportant quatre boules ou roses de couleurs mélangées à l'extérieur (entre les deux se trouve une petite plaque avec l'image du bouclier). Une variante montre le bouclier entre deux cornes de buffle argentées, chacune avec trois rubans rouges en diagonale vers l'intérieur.[réf. nécessaire]

## Personnalités
- Bernd Ier von Romberg (mort en 1506 à Dortmund), sénéchal du bureau de Hörde
- Caspar von Romberg (de) (1575-1641), seigneur du château de Brünninghausen ; entrepreneur minier
- Conrad Philipp von Romberg (de) (1620-1703), seigneur du château de Brünninghausen ; entrepreneur minier
- Caspar Adolf von Romberg (de) (1721-1795), entrepreneur dans l'industrie minière de la houille
- Johann Friedrich Wilhelm Moritz von Romberg (de) (1724-1792), général de division prussien
- Friedrich Gisbert Wilhelm von Romberg (1729-1809), lieutenant général prussien
- Gisbert Ier von Romberg (de) (1773-1859), préfet du département de la Ruhr
- Klemens von Romberg (de) (1803-1869), chambellan royal
- Max von Romberg (1824-1904), député du Reichstag
- Gisbert II von Romberg (de) (1839-1897), le grand Bomberg
- Wilhelm von Romberg (de) (1839-1917), lieutenant général prussien
- Gisbert von Romberg (de) (1866-1939), diplomate

1784 Chevalier Impérial
- Frédéric de Romberg (1729-1819), marchand, armateur et marchand d'esclaves, fils peut-être illégitime du baron Friedrich-Wienhold von Romberg

## Propriétés
Les résidences et maisons aristocratiques mentionnées comprennent les terres environnantes et les commerces associés.

### Propriété de La Marck
- Château de Brünninghausen (détruit pendant la Seconde Guerre mondiale)
- Château de Buldern (de)
- Manoir de Colvenburg (de)
- Château de Bladenhorst (de)
- Manoir de Dönhoff (de)
- Manoir d'Ermelinghof (de)
- Manoir de Rüdinghausen (de)
- Manoir de Wiesche (de)
- Manoir de Massen (de) (le dernier propriétaire est la famille von Rüxleben, qui a morcelé la propriété et l'a vendue après 1930)
- Manoir de Friedrichsbourg
- Manoir de Westhemmerde (de)
- Manoir de Werl (aussi manoir de Lohe (de). Le propriétaire est la famille von Papen-Köningen (de). Mariage en 1850 Franz Egon von Papen-Köningen (1825-1887), seigneur héritier de Lohe et héritier de Werl, avec Paula Carolina Gisbertina Walburgis Huberta baronne von Romberg zu Buldern (1830-1902), sœur de Gisbert baron von Romberg zu Buldern (1839-1897))[24],[25]. Aujourd'hui, le manoir appartient à la famille Hill-Green.
- Manoir de Stockum (de)
- Manoir de Ruhr (de) (passée à la famille Basse au XVIIIe siècle)
- Manoir d'Edelburg (maintenant propriété de la famille noble belge Becker-Remy)
- Manoir de Landhausen
- Manoir d'Husen (de)

### Diocèse de Münster
- Ascheberg (de)

### Brandebourg
- Brunn
- Zaatzke

### Possessions nord-elbienne
- Manoir de Werthemine
- Manoir de Gammelgaard
- Manoir de Rumohrshof
- Manoir de Prieshold
- Manoir de Kuplin

### Propriétés limbourgeoises
- Manoir de Nordenbeck (de) (perdue par la famille au XVIe siècle)
- Manoir de Berchum (n'existe qu'en ruine)
- Manoir d'Heyen (près de Roermond, appartenait autrefois au duché de Clèves)

### Propriété livonienne
- Manoir de Driesberg (de)
- Château de Caspersbroich (de)
- Manoir de Muchhausen

### Hôtels particuliers
- Hôtel Heereman (Münster)
- Hôtel Bladenhorst, également Petit hôtel Romberg (Münster)
- Hôtel Romberg (de) (Bonn)